# It Came from Beneath the Sea
It Came from Beneath the Sea este un film SF american din 1955 regizat de Robert Gordon. În rolurile principale joacă actorii Kenneth Tobey, Faith Domergue, Donald Curtis.
Filmul este produs de Sam Katzman și Charles Schneer pentru Columbia Pictures, pe baza unui scenariu de George Worthing Yates conceput pentru a prezenta efectele speciale ale modelului animat realizat de Ray Harryhausen. Multe scene au fost filmate la Șantierul Naval din San Francisco.
Columbia a produs și distribuit filmul împreună cu Creature with the Atom Brain.

## Prezentare
După ce se întâlnește pe mare cu o creatură subacvatică necunoscută, un comandant naval colaborează cu doi oameni de știință pentru a o identifica. Creatura cu care se confruntă este o uriașă caracatiță radioactivă care și-a părăsit locurile obișnuite de hrănire în căutarea unor noi surse de reaprovizionare. Pe măsură ce creatura atacă San Francisco, Marina încearcă să o prindă fără succes la Podul Golden Gate. Aceasta reușește să pătrundă în Regiunea Golfului San Francisco unde are loc o confruntare finală cu un submarin.

## Actori
- Kenneth Tobey este comandant Pete Mathews
- Faith Domergue este profesor Lesleyl Joyce
- Donald Curtis este profesor John Carter
- Ian Keith este amiral Burns
- Dean Maddox Jr. este amiral Norman
- Chuck Griffiths este locotenent Griff
- Harry Lauter este adjutant Bill Nash
- Richard W. Peterson este căpitan Stacy